# Колачно
Колачно (слч. Kolačno) насељено је мјесто са административним статусом сеоске општине (слч. obec) у округу Партизанске, у Тренчинском крају, Словачка Република.

## Становништво
| Година:    | 1994. | 2004.   | 2014.   | 2024.   |
| ---------- | ----- | ------- | ------- | ------- |
| Број људи: | 921   | 887     | 878     | 899     |
| Разлика:   |       | -3,69 % | -1,01 % | +2,39 % |

| Година:    | 2023. | 2024.   |
| ---------- | ----- | ------- |
| Број људи: | 892   | 899     |
| Разлика:   |       | +0,78 % |

Према подацима о броју становника из 2011. године насеље је имало 886 становника.